# Juhász Attila (újságíró, 1967)
Juhász Attila (Zenta, 1967. július 15. –) vajdasági magyar újságíró, politikus.

## Életútja
Az újvidéki egyetem bölcsészettudományi karán szerzett diplomát a Magyar Nyelv és Irodalom tanszéken. Végzettsége alapján középiskolai tanár, de 10 évig újságíróként dolgozott. A délszláv háború időszakában a horvát és boszniai krízistérségből tudósította a délvidéki magyar sajtót és a magyarországit is.
Alapító tagja volt a vajdasági magyarság első pártjának a Vajdasági Magyarok Demokratikus Közösségének. 1996-tól a Vajdasági Magyar Szövetség tagja, választott képviselője és önkormányzati tisztségviselője. 1997-ben választotta meg a zentai képviselő-testület polgármesternek. Ugyanebben az évben a VMSZ alelnökének választották.
1999-ben az Ideiglenes Magyar Nemzeti tanács tagja volt és részt vett a Magyar Nemzeti Tanács megalakításának előmunkálataiban. A Vajdasági Magyar Szövetség elnökségének harmadszor is újraválasztott tagja. Polgármesteri pályafutását ellenzékiként folytatta a 2000 októberében lezajlott rendszerváltásig. A milosevicsi rendszer időszakában, az első polgármesteri ciklusban sikerült olyan nemzeti stratégiának megteremteni az alapját, amelynek a gyümölcsei most érnek be. A művelődés, az oktatás és az egészségügy területén nem csak megőrizni sikerült az intézmény-rendszert, hanem tovább fejleszteni is.
A zentai önkormányzatot kiegyensúlyozottan vezette a milosevicsi rendszer embert próbáló időszakaiban is, mint amilyen nemzetközi zárlat, az etnikai arányok erőszakos megváltoztatásának kísérlete vagy a NATO szerbiai intervenciója volt. A Tisza cián-szennyezésekor hathatósabban szervezte meg a katasztrófa szanálását, mint az akkori szerbiai környezetvédelmi hatóság. A 2000 októberében zajló rendszerváltó megmozdulások helyi szervezésének egyik fő koordinátora. A szerbiai országgyűlés népképviselője volt és a vajdasági képviselőház tagja is.
Ennek az időszaknak legnagyobb eredménye, hogy megnyílt Zentán a Vajdasági Magyar Művelődési Intézet, a zentai egészségügyi szakközépiskola, és a magyar természettudományi tehetséggondozó Bolyai gimnázium. A legválságosabb időszakokban is folytatta Zenta az infrastrukturális beruházásait, a városi szennyvíz-tisztító, az út- és a csatornahálózat kiépítését. A rombolás időszakában is sikerült az építkezéseket folytatni, a rendszerváltás óta a beruházások üteme meghatványozódott.
2008–2009-es tanévben a Zentai Gimnázium irodalomtanára volt. 2007-től 2010-ig az Európa Tanács Helyi és Regionális önkormányzatainak Kongresszusában volt néppárti képviselő Strasbourgban. 2009-től 2016-ig Vajdaság Autonóm Tartomány Kormányának művelődési titkárságán volt segédtitkár. 2016-tól a zentai Thurzó Lajos Általános Iskola magyartanára. 2017-től hivatalos törvényszéki szerb - magyar fordító.http://www.puma.vojvodina.gov.rs/tumaci_detail.php?ID_tumaci=829&ID_jezik=3
A magyar nyelvművelő hagyományok ápolásának is lelkes híve, amelynek mintegy szimbolikus megnyilvánulása, hogy 1999-ben és 2002-ben is megkoszorúzta a zentai községiek nevében Szarvas Gábor adai emlékszobrát.

## Köteteiből
- Téves csatatéren II. (riportkönyv, társszerzővel);
- Rendkívüli napló (társszerzővel).
- Svetislav Basara: A merénylet angyala, Bulvár szappanoperett-ária (2017) magyarra fordítója

## Családja
Feleségével, Lassú Kornéliával 1999-ben kötött házasságot. Boglárka lányuk 2004-ben, Orsolya lányuk pedig 2006-ban született.

## Társasági tagság
A Magyarok Világszövetségének, a Rákóczi Szövetségnek rendes- és a Magyar Polgármesterek Világszövetségének választmányi tagja. A Z-11 civil szervezet alapító tagja (1999).

## Díjai, elismerései
- A jeruzsálemi Szent Lázár Katonai és Kórházi Lovagrend lovagja (1999)
- Polgármesteri Ezüstlánc Díjjal tüntette ki 2003-ban a Magyar Önkormányzatok Szövetsége a Vajdaságban elsőként, mint három választást nyert polgármester érdemelte ki e díjat.[2]